# Welle-Kurier
Welle-Kurier ist ein Wohnplatz im Ortsteil Groß Welle der Gemeinde Gumtow im Landkreis Prignitz in Brandenburg.

## Geografie
Der Ort liegt einen Kilometer südsüdöstlich von Groß Welle und elf Kilometer westnordwestlich von Gumtow auf der Gemarkung von Groß Welle. Die Nachbarorte sind Lindenberg, Vettin und Krams im Nordosten, Beckenthin und Kunow im Osten, Schrepkow im Südosten, Neu Schrepkow im Süden, Kletzke im Südwesten sowie Klein Welle und Groß Welle im Nordwesten.